# Municipalità distrettuale di Ngaka Modiri Molema
La municipalità distrettuale di Ngaka Modiri Molema (in inglese Ngaka Modiri Molema District Municipality) chiamata anche  Central (Central District municipality) è un distretto della provincia del Nordovest e il suo codice di distretto è DC38.
La sede amministrativa e legislativa è la città di Mafikeng e il suo territorio si estende su una superficie di 27.854 km². In base al censimento del 2001, la popolazione del distretto è pari a 762.991 persone.
L'economia del distretto è rappresentata prevalentemente dall'agricoltura e dal settore dei servizi.

## Geografia fisica

### Confini
La municipalità distrettuale di Ngaka Modiri Molema confina a nordest con quella di Waterberg (Limpopo), a est con quella di Bojanala, a sud e a sudest con quella di Dr Kenneth Kaunda, a sud e a ovest con quella di Dr Ruth Segomotsi Mompati e a ovest e a nord con il Botswana.

### Suddivisione amministrativa
Il distretto è suddiviso in 5 municipalità locali:
- municipalità locale di Ditsobola (NW384)
- municipalità locale di Mafikeng (NW383)
- municipalità locale di Rat Lou (NW381)
- municipalità locale di Tswaing (NW382)
- municipalità locale di Ramotshere Moiloa (NW385)